# 唐多令
唐多令，词牌名，又名糖多令、南楼令、箜篌曲，自南宋中期兴起。本调六十字，通常一韵到底。

## 韵律
|                  | 越调，亦入高平调。一作《糖多令》。周密因刘过词有“二十年重过南楼”句，名《南楼令》。张翥词有“花下钿箜篌”句，名《箜篌曲》。 |
| ——《太和正音谱》 | |

仄仄仄平平，平平仄仄平。仄平平仄仄平平。仄仄平平平仄仄，平仄仄，仄平平。
仄仄仄平平，平平仄仄平。仄平平仄仄平平。仄仄平平平仄仄。平仄仄，仄平平。

## 例词
刘过
芦叶满汀洲，寒沙带浅流。二十年、重到南楼。柳下系船犹未稳，能几日，又中秋。
黄鹤断矶头，故人今在否？旧江山、总是新愁。欲买桂花同载酒，终不似，少年游。
林黛玉
粉墮百花洲，香殘燕子樓。一團團、逐對成球。漂泊亦如人命薄，空繾綣，說風流。
草木也知愁，韶華竟白頭。歎今生、誰拾誰收！嫁與東風春不管，憑爾去，忍淹留！
吳文英
何處合成愁？離人心上秋。縱芭蕉、不雨颼颼。都道晚涼天氣好；有明月、怕登樓。 
年事夢中休，花空煙水流。燕辭歸、客尚淹留。垂柳不縈裙帶住，謾長是、系行舟。